# Chiesa unita di Cristo
La Chiesa unita di Cristo (in inglese United Church of Christ, UCC) è una Chiesa cristiana protestante, principalmente di tradizione riformata, ma storicamente influenzata anche dal luteranesimo. Negli Stati Uniti, l'UCC è stata costituita nel 1957 dall'unione della Chiesa evangelica e riformata e le Chiese cristiane congregazionali. Queste due denominazioni, che erano il risultato di unioni precedenti, avevano le loro radici in denominazioni congregazionali, cristiane, evangeliche e riformate. La UCC comprende 4603 chiese e conta circa 0,7 milioni di membri.
La UCC mantiene piena comunione con altre Chiese protestanti e partecipa ad attività ecumeniche a livello mondiale. Il regolamento della UCC ha storicamente favorito visioni liberali e progressiste sui diritti civili, degli omosessuali, delle donne, sull'aborto e su altre questioni sociali. Tuttavia, le congregazioni della UCC hanno libertà in materia di dottrina e di ministero e possono o meno sostenere le posizioni teologiche o morali del livello centrale. La UCC si descrive come una Chiesa estremamente diversificata e pluralista.

## Storia
La Chiesa unita di Cristo è stata fondata nel 1957 da alcuni delegati di due chiese protestanti, la Chiesa evangelica e riformata e le Chiese cristiane congregazionali.

## Curiosità
L'ex presidente degli Stati Uniti Barack Obama fa parte della Chiesa unita di Cristo.